# Durex

L'attuale marchio Durex.

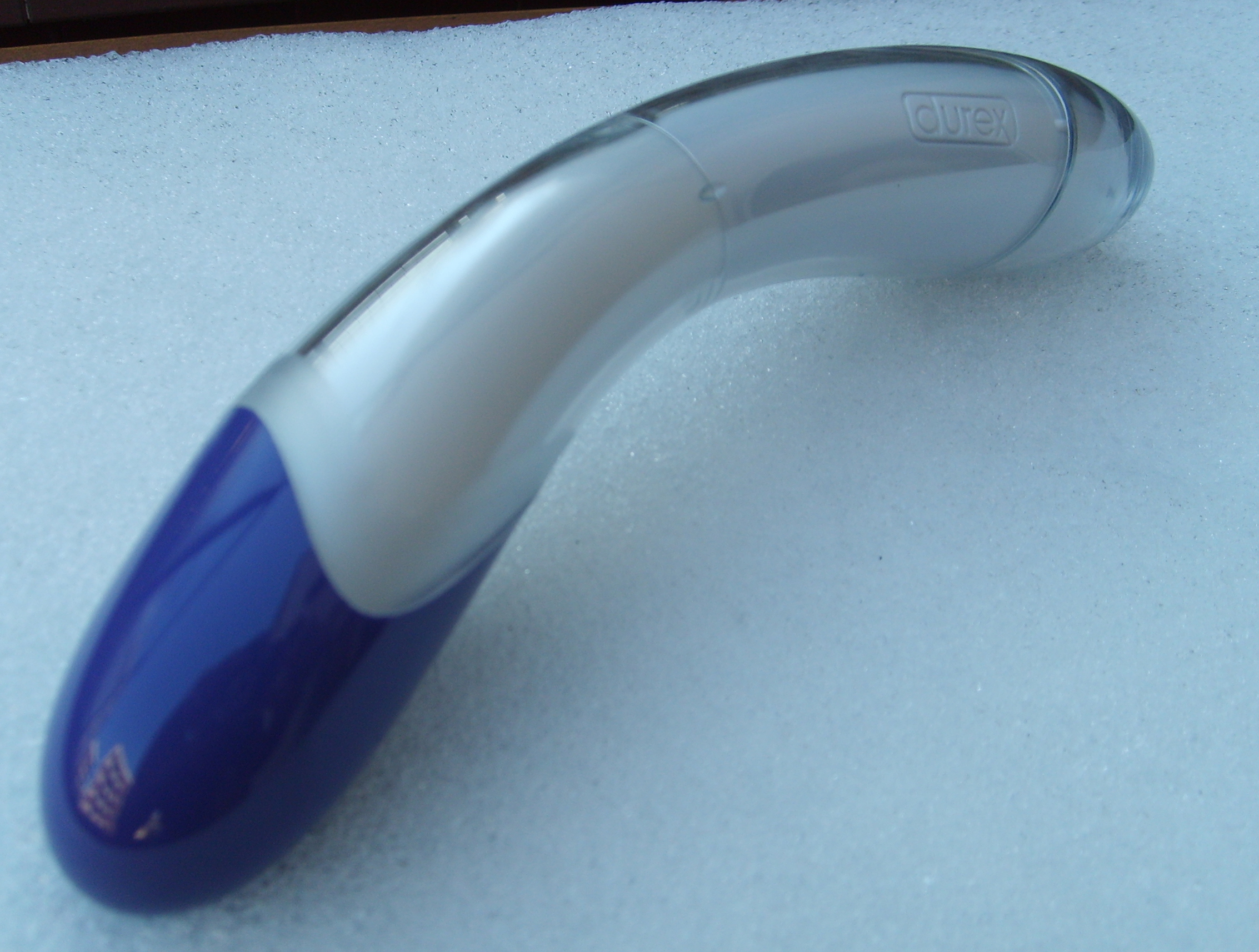
Uno dei massaggiatori della linea Play: il Durex Play Inspiration.

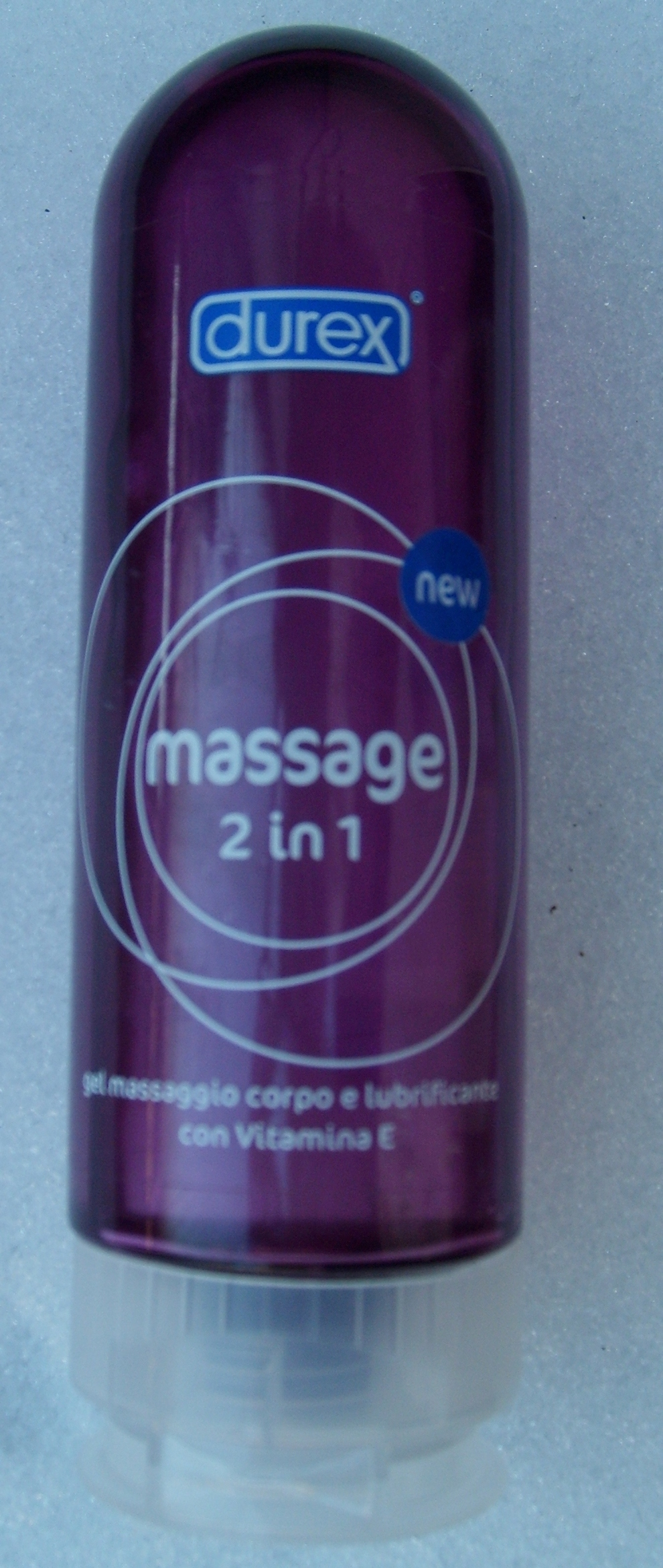
Un lubrificante Durex.

Durex è un marchio facente parte della multinazionale Reckitt Benckiser, con il quale produce e distribuisce profilattici e altri prodotti utili per il benessere sessuale.

## Storia
I preservativi furono prodotti per la prima volta a Parigi nel 1908 prima di essere acquistati dall'ormai defunta compagnia britannica "Colman's". È stato quindi sviluppato a Londra sotto la competenza della London Rubber Company e della British Latex Products Ltd, dove è stato prodotto tra il 1932 e il 1994. La London Rubber Company è stata costituita nel 1915 e il marchio Durex (Durability Reliability Excellence – "Durabilità, affidabilità e eccellenza") è stato lanciato nel 1929 anche se London Rubber non ha iniziato a produrre preservativi di marca propria fino al 1932, in collaborazione con uno studente polacco di tecnologia della gomma di nome Lucian Landau. 
La London Rubber Company diventò successivamente la London International Group, che a seguito di fusioni confluì nel 1999 nella SSL International; quest'ultima fu acquisita da Reckitt Benckiser nel 2010.
Del gruppo SSL fece parte anche l'italiana Hatù, i cui marchi Settebello e Jeans (nonché, precedentemente, Contatto) sopravvivono nella linea di prodotti Durex.
Il primo libro su The London Rubber Company e la storia dei preservativi Durex, scritto da Jessica Borge, è stato pubblicato a settembre 2020 dalla McGill-Queen's University Press.

## Gamma
Il marchio Durex viene venduto in oltre 150 paesi ed è leader in più di 40 mercati, copre il 26% dell'intero mercato mondiale dei preservativi, queste cifre la rendono la marca N° 1 nel mondo per produzione di profilattici. Detiene anche numerosi primati nello sviluppo evolutivo del profilattico moderno: Durex è stata la prima casa a produrre e commercializzare il profilattico lubrificato, il primo profilattico anatomico e recentemente il primo profilattico non in lattice. Nella gamma Durex sono presenti profilattici colorati e aromatizzati, profilattici anatomici, ritardanti, stimolanti o realizzati con materiali speciali.
Alla fine degli anni novanta Durex lancia la produzione di uno dei primi profilattici senza lattice; il lattice è tradizionalmente il materiale di base per la produzione dei profilattici, sin dall'inizio della loro produzione industriale negli anni trenta, ma nel 1997 Durex lancia Durex AVANTI, un profilattico realizzato con uno speciale poliuretano, più sottile e sensibile rispetto al classico lattice. I profilattici in poliuretano inoltre sono gli unici modelli che possono essere utilizzati dalle persone allergiche al lattice.

### Preservativi
In Italia vengono commercializzati 20 tipi di preservativi.

#### GammaClassici
- Settebello Classico: forma normale, 52mm
- Comfort XL: forma easy-on, 56mm
- Comfort XXL: forma easy-on, 60mm
- Comfort 3XL: forma easy-on, 64mm
- Love: forma easy-on, 52,5mm
- Jeans: forma easy-on, 56mm, per una elevata vestibilità
- TVB: forma easy-on, 52,5mm, preservativi extralubrificati
- Settebello Comfort: forma easy-on, 56mm, più lubrificati rispetto ai Settebello e più larghi
- Settebello Supersottile: forma normale, 52mm, più sottili
- Defensor: forma easy-on, 56mm, molto spessi con elevata resistenza, per rapporti anali

#### GammaFeeling
- Supersottile (ex Contatto Comfort): forma easy-on, 56mm, extrasottili
- Contatto Sensual: forma easy-on, 56mm, extralubrificati e extrasottili
- Contatto Ultrasottile: forma classica, 52mm, extrasottili
- Realfeel: forma normale, 56mm, realizzati in materiale poliuretanico RealFeel per un’elevata sensazione di contatto sulla pelle
- Invisible: forma normale, 52 mm, extrasottili

#### GammaFun
- Pleasuremax: forma easy-on, 56mm, rilievi e nervature stimolanti
- Tropical: forma classica, 53mm, aromatizzati gusti arancia, banana, fragola, mela

#### Gamma Performance
- Settebello Lungadurata: forma normale, 52mm, ritardanti con lubrificante
- Performa: forma easy-one, 56mm, ritardanti con lubrificante
- Sync: forma easy-one, 56mm, rilevi e nervature stimolanti e ritardanti con lubrificante

#### GammaNo Latex
- No Latex: forma easy-one, 56mm, anallergici in polisoprene

### Pleasure Gel

#### GammaGel per massaggi
- Massage 2 in 1 Aloe Vera: gel massaggio corpo e lubrificante con aloe vera.
- Massage 2 in 1 Stimolating: gel massaggio corpo e lubrificante con guaranà.
- Massage 2 in 1 Sensual: gel massaggio corpo e lubrificante con Ylang Ylang.
- Play 0: Gel stimolante per clitoride.
- Lovers Connect: 2 gel per uomo e per donna

#### GammaLubrificanti
- Top Gel Feel: lubrificante intimo effetto seta.
- Top Gel Hot: lubrificante intimo effetto calore.
- Top Gel Fresh: lubrificante intimo effetto fresco.
- Top Gel Very Cherry: lubrificante intimo alla ciliegia.
- Eternal: lubrificante intimo a lunga durata a base siliconica.
- Top Gel Passion Fruit: lubrificante intimo al passion fruit.
- Real Feel Pleasure: lubrificante per contatto per entrambi.

### Sex Toys
Nel 2005 ha lanciato nel Regno Unito una linea formata da 3 massaggiatori intimi denominati Durex Play, progettati dallo studio di design Seymour Powell in collaborazione con alcuni sessuologi. Giunti in Italia nel 2006, furono i primi massaggiatori personali venduti anche nelle farmacie italiane.
Successivamente lancia anche nel mercato il primo di una linea di oggetti monouso: il Durex Play Vibrations, un anello vibrante dall'autonomia di 20 minuti. Dopo il successo di quest'ultimo prodotto la gamma Durex si allarga con altri prodotti vibranti usa e getta. A sostegno di questi prodotti, e in particolare del Play Vibrations la Durex ha prodotto una campagna promozionale basata su una serie di video ironici e divertenti. Nel 2006 Durex ha lanciato il Sexual Wellbeing Global Survey, il primo sondaggio della Durex sul benessere sessuale, con lo scopo di esplorare il benessere sessuale del consumatore e il ruolo che esso svolge nel benessere generale del singolo individuo.

#### GammaVibratori
- Play Delight: vibratore con batterie
- Play Inspiration: vibratore con batterie e modalità di vibrazione regolabile
- Play Pure Fantasy: vibratore con batterie ricaricabili e modalità di vibrazione regolabile

#### GammaAnelli
- Play Little Devil: anello vibrante stimolante usa e getta durata 20 minuti per entrambi i partner.
- Play Vibration: anello vibrante stimolante usa e getta durata 20 minuti per uomo.
- Play Touch: stimolatore femminile a batterie durata 20 minuti da applicare al dito.
- Play Ultra: anello vibrante stimolante a batteria durata 20 minuti per entrambi i partner.
- Pleasure Ring: anello maschile progettato per rendere l'erezione più intensa e duratura, riutilizzabile fino a 6 volte.